# Plectranthus pulchellus
Plectranthus pulchellus là một loài thực vật có hoa trong họ Hoa môi. Loài này được P.I.Forst. miêu tả khoa học đầu tiên năm 1994.